# Xingyun Hu
Xingyun Hu (kinesiska: Chiang-Ch’uan Hai, 星云湖, Hsing-yün Hu) är en sjö i Kina. Den ligger i provinsen Yunnan, i den sydvästra delen av landet, omkring 81 kilometer söder om provinshuvudstaden Kunming. Xingyun Hu ligger 1 720 meter över havet. Arean är 34 kvadratkilometer. Trakten runt Xingyun Hu består till största delen av jordbruksmark. Den sträcker sig 10,6 kilometer i nord-sydlig riktning, och 5,4 kilometer i öst-västlig riktning.
Genomsnittlig årsnederbörd är 1 044 millimeter. Den regnigaste månaden är juni, med i genomsnitt 211 mm nederbörd, och den torraste är februari, med 12 mm nederbörd.